# Alfonso Vázquez San Román
Alfonso Vázquez San Román (Madrid, 9 de enero de 1950) es un consultor empresarial y escritor. Sus trabajos se han centrado en el tratamiento de la innovación y la transformación organizacional.

## Biografía
Alfonso Vázquez San Román nació en Madrid en 1950, en una familia conservadora. Se licenció en Ciencias Económicas por la Universidad Complutense de Madrid, donde fue alumno de José Luis Sampedro. En su juventud, marcada por la revolución del 68, militó en movimientos de izquierdas y antifranquistas.
En 1983 se desplaza con su familia al País Vasco, donde reside y trabaja desde entonces. En 1996 funda una empresa de consultoría de la que es socio-director. 

## Conocimiento: pensamiento, deseo y acción
Entiende el conocimiento como la unión indistinguible entre pensamiento, deseo (emoción) y acción, trascendiendo el enfoque que lo asimila a los contenidos. No hay una parte en cada uno de nosotros que piense, otra que desee y otra que actúe, todo ello se produce de forma simultánea e insoluble y todo ello involucra al conocimiento. 

## Publicaciones

### Libros
- Antoni Comín i Oliveres; Luca Gervasoni i Vila, eds. (2009). «Treball cognitiu, cooperació, democràcia». Democràcia econòmica. Vers una alternativa al capitalisme (en catalán). Barcelona: Projecte Democràcia Econòmica. pp. 212-220. ISBN 978-84-930186-2-7.
- Estrategias de la imaginación. Innovación y conocimiento en las sociedades de control. Barcelona: Granica. 2008. ISBN 978-84-8358-086-8.
- Gestión empresarial y participación de los trabajadores. Falacias y realidades. Vitoria-Gasteiz: Gobierno Vasco. 2003. ISBN 978-84-457-2013-9.
- La imaginación estratégica. El caos como liberación (2ª edición). Barcelona: Granica. 2008 [1ª edición en 2001]. ISBN 978-84-8358-107-0.
- Retando al futuro. Un modelo de transformación empresarial. Madrid: Díaz de Santos. 2001. ISBN 978-84-7978-471-7.
- El modelo vasco de transformación empresarial. Retando al futuro. Bilbao: Hobest. 1998. ISBN 978-84-605-7584-5.
- Hobekuntza. La sorprendente vía de Maier hacia la competitividad total. Madrid: Díaz de Santos. 1995. ISBN 978-84-7978-207-2.
- Gestión estratégica en las PYMES. Caja Laboral Popular, División Empresarial = Lan Kide Aurrezkia, Empresa Saila. 1989.

### Artículos y estudios
- "Innovar en la crisi?". Nexe n.º 23, pág. 51-56, 2009. Acceder al documento
- "Dimensió de la cooperació". Nexe n.º 22, pág 21-28, 2008. Acceder al documento
- "Ciutadania activa: entre el global i el local". Nexe n.º 19, pág. 97-104, 2007. Acceder al documento
- "¿Dónde muere la innovación?". Estrategia Empresarial n.º 309, 2007. Acceder al documento
- "La perplejidad del directivo". Revista LANBIDE, 2006. Acceder al documento Archivado el 23 de octubre de 2021 en Wayback Machine.
- "Societat del coneixement i biopolítica". Nexe n.º 17, 2006. Acceder al documento
- "Sobre innovación y antropología?". Revista LANBIDE, 2005. Acceder al documento Archivado el 23 de octubre de 2021 en Wayback Machine.
- "Pero... ¿Es posible innovar la educación?". Revista LANBIDE, 2004. Acceder al documento Archivado el 23 de octubre de 2021 en Wayback Machine.
- "De la societat industrial a la societat del coneixement. Persona i organització". Nexe n.º 14, 2004. Acceder al documento
- "Tiempos de cambio para la educación: desestructuración creativa". Revista LANBIDE, 2003. Acceder al documento Archivado el 23 de octubre de 2021 en Wayback Machine.
- "Formación y sociedad post-industrial". Revista LANBIDE, 2002, pág. 6-8. Acceder al documento Archivado el 23 de octubre de 2021 en Wayback Machine.
- "La organización del futuro o el futuro de las organizaciones". Diputación de Guipúzcoa, 2001. Acceder al documento
- "Reconceptualizando la empresa, revolucionando la organización". Harvard Deusto Business Review, 1998. Reseña